# Lourenço Rodrigues de Carvalho
Lourenço Rodrigues de Carvalho foi um nobre do Reino de Portugal onde deteve o Senhorio do Souto d' El-Rei, localidade que corresponde à actual Vila Nova de Souto d'El-Rei, freguesia portuguesa do município de Lamego. Obteve este senhorio por via do casamento.

## Relações familiares
Foi filho de Rui Lourenço de Carvalho, senhor da Quintã do Muro e de Inês Afonso filha de Afonso Pires Ribeiro e de Clara (ou Urraca) Anes de Paiva. Casou com Branca Lourenço, senhora do Prazo de Souto d' El-Rei junto a Lamego, dado pelo rei D. Afonso V de Portugal com obrigação de dar duas cargas de lenha cada dia aos frades Capuchos do Convento de Santa Cruz (Lamego) de Lamego. Foi dama da Rainha Santa Isabel, de quem teve:
1. Afonso Lourenço de Carvalho casado com Mór Rodrigues de Freitas, filha de Rui Martins de Freitas.